# Enter the Wu-Tang (36 Chambers)
Enter the Wu-Tang (36 Chambers) je první studiové album americké hiphopové skupiny Wu-Tang Clan. Vydáno bylo v listopadu roku 1993 společností Loud Records a jeho producentem byl RZA (byl rovněž vedoucím producentem). Nahráno bylo během let 1992 a 1993 v newyorském studiu Firehouse Studio. V hitparádě Billboard 200 se deska umístila na 41. příčce a již roku 1995 byla oceněna platinovou deskou od RIAA.

## Seznam skladeb
1. „Bring Da Ruckus“ – 4:10
2. „Shame on a Nigga“ – 2:57
3. „Clan in da Front“ – 4:33
4. „Wu-Tang: 7th Chamber“ – 6:05
5. „Can It Be All So Simple“ – 4:46
6. „Protect Ya Neck (Intermission)“ – 6:48
7. „Da Mystery of Chessboxin'“ – 4:48
8. „Wu-Tang Clan Ain't Nuthing ta F' Wit“ – 3:36
9. „C.R.E.A.M.“ – 4:12
10. „Method Man“ – 5:50
11. „Tearz“ – 4:17
12. „Wu-Tang: 7th Chamber - Part II“ – 5:08
13. „Conclusion“ – 1:02